# Theo Senoner
Theo Senoner (* 17. April 1977 in Bozen) ist ein ehemaliger italienischer Biathlet.
Theo Senoner gab sein internationales Debüt bei den Biathlon-Juniorenweltmeisterschaften 1997 in Forni Avoltri, wo er gemeinsam mit Alexander Inderst, Paolo Longo und Flavien Jordany die Silbermedaille im Staffelrennen gewann und des Einzels wurde. 1998 folgte das Debüt im Biathlon-Weltcup in Pokljuka. Senoner wurde 62. des Einzels. Bis 2001 folgten weitere Weltcuprennen, die jedoch keine besseren Platzierungen mehr erbrachten. 2000 verpasste er mit Giacomo Tiraboschi, Paolo Longo und Ivan Romanin nur knapp einen Sieg in einem Europacup-Staffelrennen. Den größten Erfolg erreichte der Italiener gemeinsam mit Sergio Bonaldi, Helmuth Messner und Ivan Romanin bei den Biathlon-Europameisterschaften 2001 in Haute-Maurienne, als er als Startläufer mit der Staffel die Bronzemedaille gewann. Zudem wurde er 22. des Einzels, 35. des Sprints und 27. der Verfolgung. Zum Karriereende wurden die Biathlon-Europameisterschaften 2002 in Kontiolahti. Senoner wurde 21. des Einzels, 45. des Sprints, 35. der Verfolgung und mit Sergio Bonaldi, Christian Hofer und Enrico Tach Elfter des Staffelrennens.

## Platzierungen im Biathlon-Weltcup
Die Tabelle zeigt alle Platzierungen (je nach Austragungsjahr einschließlich Olympische Spiele und Weltmeisterschaften).
- 1.–3. Platz: Anzahl der Podiumsplatzierungen
- Top 10: Anzahl der Platzierungen unter den ersten zehn (einschließlich Podium)
- Punkteränge: Anzahl der Platzierungen innerhalb der Punkteränge (einschließlich Podium und Top 10)
- Starts: Anzahl gelaufener Rennen in der jeweiligen Disziplin

| Platzierung                              | Einzel | Sprint | Verfolgung | Massenstart | Staffel | Gesamt |
| ---------------------------------------- | ------ | ------ | ---------- | ----------- | ------- | ------ |
| 1. Platz                                 |        |        |            |             |         |        |
| 2. Platz                                 |        |        |            |             |         |        |
| 3. Platz                                 |        |        |            |             |         |        |
| Top 10                                   |        |        |            |             |         |        |
| Punkteränge                              |        |        |            |             | 2       | 2      |
| Starts                                   | 3      | 4      |            |             | 2       | 9      |
| Stand: Karriereende, Daten wohl komplett |        |        |            |             |         |        |